# Condado de Santa Rosa

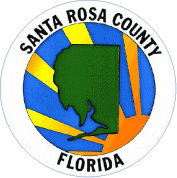
Sello de armas del condado de Santa Rosa

El condado de Santa Rosa es un condado ubicado en el estado de Florida. En 2000, su población era de 117 743 habitantes. Su sede está en Milton.

## Historia
El condado de Santa Rosa fue creado en 1842. Su nombre es el de Rosa de Viterbo, santa de la Iglesia católica.

## Demografía
Según el censo de 2000, el condado cuenta con 117 743 habitantes, 43 793 hogares y 33 326 familias residentes. La densidad de población es de 45 hab/km² (116 hab/mi²). Hay 49 119 unidades habitacionales con una densidad promedio de 19 u.a./km² (48 u.a./mi²). La composición racial de la población del condado es 90,72% Blanca, 4,25% Afroamericana o Negra, 1,01% Nativa americana, 1,30% Asiática, 0,08% De las islas del Pacífico, 0,67% de Otros orígenes y 1,98% de dos o más razas. El 2,52% de la población es de origen Hispano o Latino cualquiera sea su raza de origen.
De los 43 793 hogares, en el 36,50% de ellos viven menores de edad, 62,20% están formados por parejas casadas que viven juntas, 10,20% son llevados por una mujer sin esposo presente y 23,90% no son familias. El 19,30% de todos los hogares están formados por una sola persona y 6,60% de ellos incluyen a una persona de más de 65 años. El promedio de habitantes por hogar es de 2,63 y el tamaño promedio de las familias es de 3,00 personas.
El 26,60% de la población del condado tiene menos de 18 años, el 7,20% tiene entre 18 y 24 años, el 31,10% tiene entre 25 y 44 años, el 24,10% tiene entre 45 y 64 años y el 11,00% tiene más de 65 años de edad. La edad media es de 37 años. Por cada 100 mujeres hay 100,60 hombres y por cada 100 mujeres de más de 18 años hay 97,90 hombres.
La renta media de un hogar del condado es de $41 881, y la renta media de una familia es de $46 929. Los hombres ganan en promedio $34 878 contra $22 304 para las mujeres. La renta per cápita en el condado es de $20 089. 9,80% de la población y 7,90% de las familias tienen rentas por debajo del nivel de pobreza. De la población total bajo el nivel de pobreza, el 12,60% son menores de 18 y el 7,50% son mayores de 65 años.

## Ciudades y pueblos

### Municipalidades
- Ciudad de Gulf Breeze
- Pueblo de Jay
- Ciudad de Milton

### No incorporadas
- Bagdad
- Navarra
- Playa Navarra
- Pea Ridge
- Pace